# Напульсник

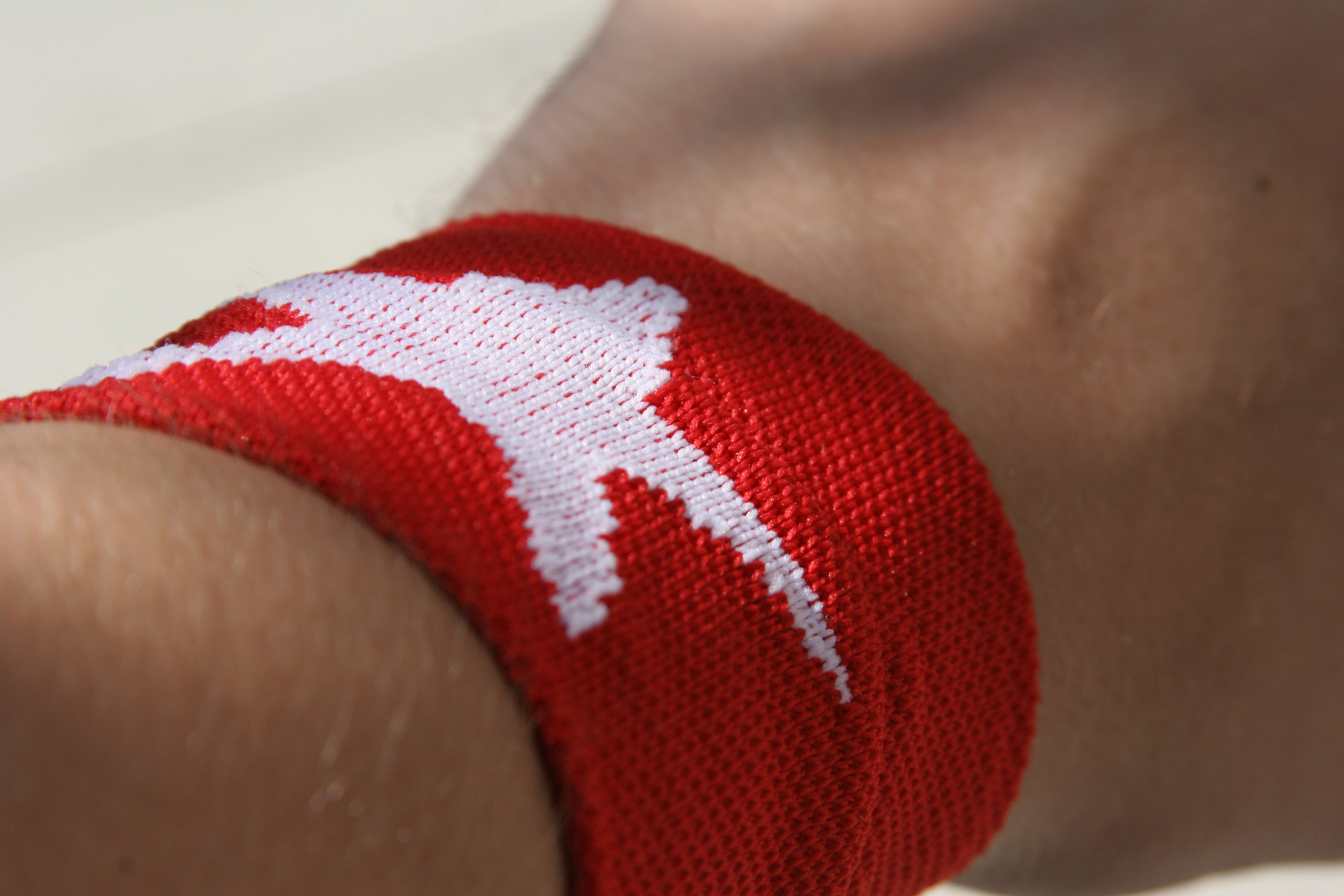
Напульсник

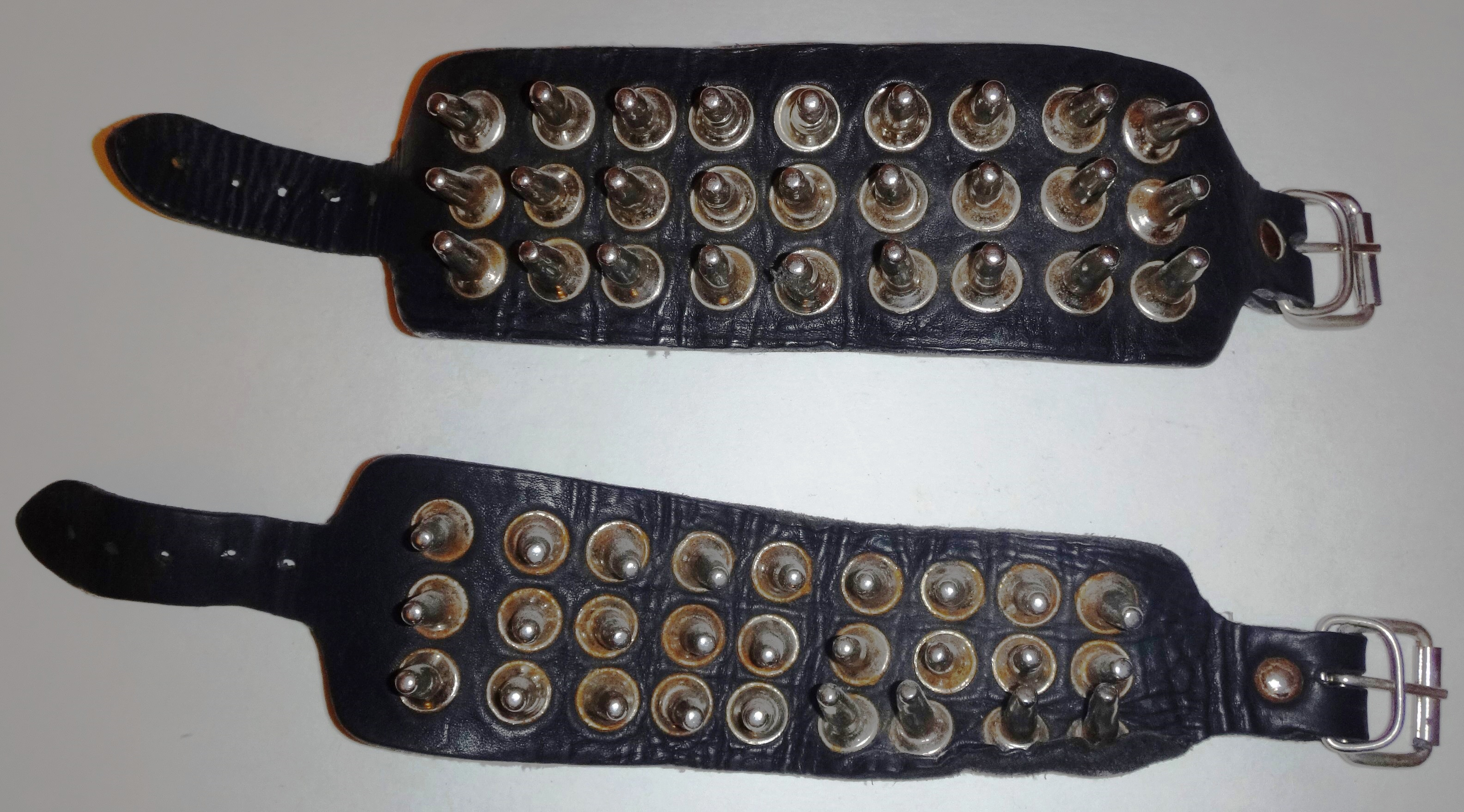
Шипастые напульсники металлистов

Напульсник — повязка, располагающаяся на руке у запястья, как правило — в том месте, где прощупывается пульс.

## Назначение
Предназначены для вытирания пота с лица. Предохраняют от травм при занятии определёнными видами упражнений или при игре в теннис. Также напульсники можно использовать для фиксации кисти в лучезапястном суставе. Иногда используют для защиты наручных часов от механических повреждений при занятии бегом или иным видом спорта.
Также используются в среде металлистов в качестве украшения, часто с нашивкой любимой группы. Музыканты рок-групп тоже часто используют напульсники
- снижение риска перегревания рук и предотвращение травм запястий при долгой и быстрой игре на гитаре;
- согревание мышц запястий для более комфортной игры в процессе долгих сессий;
- удобство при игре правой рукой (за счет мягкости напульсника, при активной игре корпус гитары уже не так сильно будет создавать трение на запястье);
- вытирание пота (например, с лица);
- чистота (на деке гитары не остается пот и грязь от правой руки, и за счет этого уменьшается трение запястья об деку).

Незаменимый атрибут трейсеров для занятий паркуром. Поскольку высок риск травмирования запястий в таких дисциплинах, как паркур и теннис, напульсник позволяет избежать травм запястий путём фиксации кисти и поддержании суставов кисти в разогретом состоянии. Позволяет приобрести кисти «уверенность» движений. К примеру, в теннисе позволяет держать ракетку лучше, делать удары по мячу более хлёстко, избегая травм, вытирать пот со лба. В паркуре позволяет уверенно цепляться за поверхности и выступы.